# Большой Хатыми
Большо́й Хатыми — село в Нерюнгринском районе Якутии России. Входит в городское поселение посёлок Чульман.

## География
Село расположено в Южной Якутии, на берегу рек Сивагли и Большой Хатымы. Уличная сеть села состоит из 8 улиц
Расстояние до города Нерюнгри составляет 110 км.

## История
Село образовывало Хатыминский наслег. Постановлением Палаты Республики Государственного Собрания (Ил Тумэн) РС(Я) от 05.07.2001 ПР N 308-II Хатыминский наслег исключён из учётных данных административно-территориального деления Республики Саха (Якутия), сельский населенный пункт Большой Хатыми передан в административное подчинение города республиканского значения Нерюнгри.
Согласно Закону Республики Саха (Якутия) от 30 ноября 2004 года N 173-З N 353-III село вошло в образованное муниципальное образование городское поселение посёлок Чульман.

## Население
| 1989 | 2002 | 2010 | 2011 | 2012 | 2013 | 2014 |
| ---- | ---- | ---- | ---- | ---- | ---- | ---- |
| 1000 | ↘506 | ↘311 | ↘307 | ↘297 | ↘288 | ↘262 |
| 2015 | 2016 | 2017 | 2018 | 2019 | 2020 | 2021 |
| ↘244 | ↘236 | ↘230 | ↘214 | ↘199 | ↘197 | ↗224 |
| 2023 |      |      |      |      |      |      |
| ↘218 |      |      |      |      |      |      |

По данным Всероссийской переписи, в 2010 году численность населения села составляла 311 человек (156 мужчин и 155 женщин).

## Транспорт
Через село проходит автодорога А360 «Лена».